# Annatsberg (Gemeinde Zwettl-Niederösterreich)
Annatsberg ist ein Dorf im Waldviertel in Niederösterreich und eine  Ortschaft und Katastralgemeinde der Stadtgemeinde Zwettl-Niederösterreich im Bezirk Zwettl.

## Geografie
Annatsberg liegt etwa 12 km südwestlich der Stadt Zwettl, westlich der Königswiesener Straße (B 124) und entlang der der Landesstraße 8269. Am 1. Jänner 2025 hatte der Ort 97 Einwohner auf einer Fläche von 2,67 km².
Die Katastralgemeinde verfügt über ein mäßig dichtes Netz von Gemeindestraßen und Feldwegen. Sie ist durch den Postbus an der B 124 mit dem österreichischen Überlandbus-Netz verbunden. Das Gemeindegebiet grenzt nördlich und nordöstlich an die Katastralgemeinde Marbach am Walde, im Osten an Dietharts, südlich an Rappottenstein und im Westen an Oberrabenthan.
Die Bebauung ist eine Mischung aus großteils renovierten, alten Bauernhöfen mit den dazugehörenden Wirtschaftsgebäuden, zahlreichen neuen Wohnhäusern und kleinen Gewerbebetrieben. Das Gemeindegebiet ist geprägt durch eine sanfthügelige Kulturlandschaft mit kleinen, eingestreuten Waldgebieten und flachen Muldentälern. Landwirtschaftlich ist der kleinflächige Anbau von Getreide und Kartoffeln vorherrschend.

## Geschichte
Annatsberg wurde 1244 unter dem Namen Arnolltsperg zum ersten Mal urkundlich erwähnt. Der Name bedeutet so viel wie: „beim Berg, der nach einem Mann mit dem Namen Arnold benannt ist“. Laut Adressbuch von Österreich waren im Jahr 1938 in Annatsberg ein Schneider und mehrere Landwirte ansässig.
Annatsberg gehört seit der Gemeindezusammenlegung im Jahre 1970 zur Stadtgemeinde Zwettl. Davor war es Teil der ehemaligen Gemeinde Marbach am Walde.
Am 1. Juni 2010 wurde Herbert Ottendorfer jun. zum Ortsvorsteher ernannt, davor war Karl Berger ab 1995 im Amt gewesen.

## Kultur und Sehenswürdigkeiten

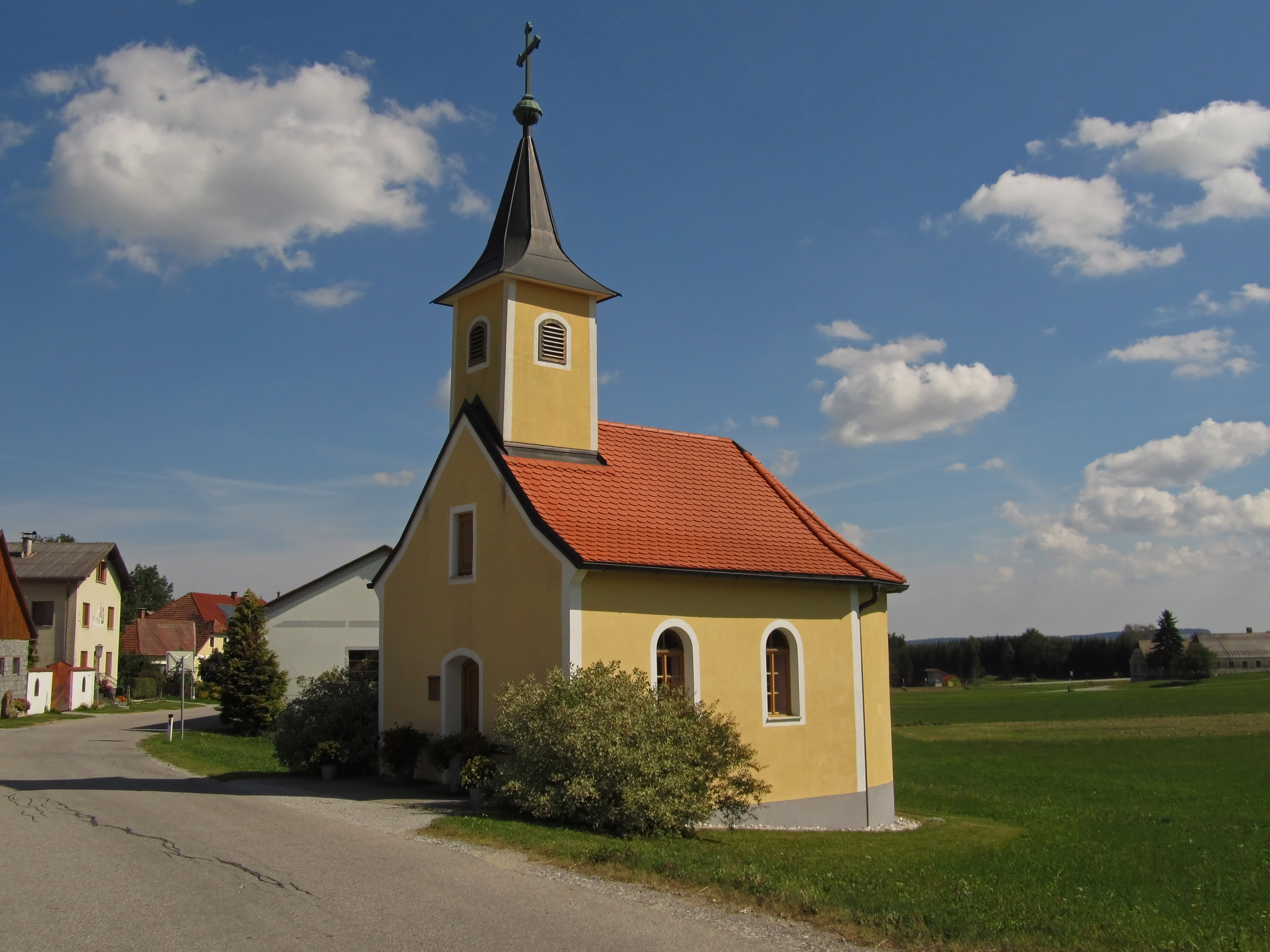
Ortskapelle hl. Hyppolyt

Die dem heiligen Hippolyt geweihte Ortskapelle von Annatsberg wurde im Jahr 2002 vom Dorferneuerungs- und Verschönerungsverein Marbach am Walde vollständig renoviert und steht unter Denkmalschutz.